# One Night of Blood
One Night of Blood je první koncertní album a DVD švédské powermetalové hudební skupiny Bloodbound. Natočeno bylo v roce 2015 na českém festivalu Masters of Rock a 12. února 2016 ho vydalo vydavatelství AFM Records.

## Seznam skladeb
| DVD a CD       | DVD a CD                   | DVD a CD |
| Pořadí         | Název                      | Délka    |
| -------------- | -------------------------- | -------- |
| 1.             | Bloodtale                  | 1:50     |
| 2.             | Iron Throne                | 3:35     |
| 3.             | When Demons Collide        | 5:24     |
| 4.             | In the Name of Metal       | 4:32     |
| 5.             | When the Kingdom Will Fall | 5:48     |
| 6.             | Moria                      | 5:20     |
| 7.             | Nightmares from the Grave  | 5:18     |
| 8.             | Metalheads Unite           | 5:33     |
| 9.             | When All Lights Fail       | 4:29     |
| 10.            | Book of the Dead           | 4:18     |
| 11.            | Metal Monster              | 5:54     |
| 12.            | Stormborn                  | 5:52     |
| 13.            | Nosferatu                  | 8:43     |
| 14.            | Nosferatu Symphony         | 2:52     |
| Celková délka: | Celková délka:             | 69:28    |

| DVD bonus | DVD bonus                                    | DVD bonus |
| Pořadí    | Název                                        | Délka     |
| --------- | -------------------------------------------- | --------- |
| 1.        | Stormborn (videoklip)                        |           |
| 2.        | In the Name of Metal (videoklip)             |           |
| 3.        | In the Name of Metal                         |           |
| 4.        | Moria (živě na Masters of Rock 2012)         |           |
| 5.        | Stormborn (živě na Out & Loud Festival 2015) |           |
| 6.        | In the Name of Metal (živě)                  |           |
| 7.        | The Bloody Documentary (dokument)            |           |

## Obsazení
- Patrik Johansson – zpěv
- Tomas Olsson – kytary
- Fredrik Bergh – klávesy a doprovodné vokály
- Henrik Olsson – doprovodné kytary
- Anders Broman – baskytara
- Pelle Åkerlind – bicí